# 대홍포
대홍포(大紅袍)는 중국 푸젠성 우이 산에서 생산되는 무이암차의 한 품종이다. 비싼 가격으로 인하여, 중국에서는 유명한 손님을 대접하는 차로 주로 이용된다.

## 역사
대홍포(大红袍)라는 이름은 명나라의 왕후의 병을 치료한 데 대한 보답으로 황제가 차나무에게 붉은 비단 옷을 하사하였다고 하여 붙여진 이름이다. 이들 중 송나라 시대부터 우이 산 암벽에서 자랐다고 전해지는 여섯 그루는 현재도 살아 남아 숭배되고 있다.
현재는 2010년 중반 이래로 10배의 가격 상승을 했으며, 대홍포는 kg당 110만 원을 웃돌아 중국 부자들의 거품 상징으로 손꼽히기도 한다.

## 같이 보기
- 중국 10대 명차
- 우롱차
- 무이암차

## 참고 문헌
- Master Lam Kam Cheun et al. (2002). The way of tea. Gaia Books. ISBN 1-85675-143-0.